# Paweł Karbownik
Paweł Konrad Karbownik (ur. 10 czerwca 1980 w Opocznie) – polski ekonomista i urzędnik, w latach 2023–2025 podsekretarz stanu w Ministerstwie Finansów.

## Życiorys
Syn Andrzeja i Małgorzaty.
Absolwent finansów i bankowości w Szkole Głównej Handlowej w Warszawie.
Był dyrektorem biura posła do Parlamentu Europejskiego Dariusza Rosatiego oraz jego doradcą w Komisji Gospodarczej i Monetarnej Parlamentu Europejskiego. Od 2012 był zastępcą dyrektora w Departamencie Ekonomicznym UE w Ministerstwie Spraw Zagranicznych, gdzie odpowiadał m.in. za programowanie polskiej prezydencji w Radzie Unii Europejskiej w 2011 oraz za nałożenie sankcji na Rosję w 2014.  Doświadczenie zawodowe zdobywał także w Kancelarii Prezesa Rady Ministrów i w międzynarodowych korporacjach.
Od 2014 do 2019 był doradcą Donalda Tuska jako przewodniczącego Rady Europejskiej ds. G7, G20 i agendy strategicznej UE. W tej roli brał udział w przygotowaniu europejskiej reakcji m.in. na kryzys zadłużenia Grecji, kryzys migracyjny, Brexit, oraz prezydenturę Donalda Trumpa. Pełnił również funkcję asystenta „szerpy" na szczyty G7, odpowiedzialnego za negocjacje przed i w trakcie szczytów.
13 grudnia 2023 minister finansów Andrzej Domański powołał Pawła Karbownika na stanowisko podsekretarza stanu w Ministerstwie Finansów. W czerwcu 2025 złożył rezygnację z tego stanowiska. W ramach pełnionej funkcji rządowej był członkiem Komitetu Ekonomiczno-Finansowego i polskim Zastępcą Gubernatora w Banku Światowym oraz Europejskim Banku Odbudowy i Rozwoju. 
W 2014 został odznaczony Srebrnym Krzyżem Zasługi.

## Wybrane publikacje
Jest autorem artykułów i publikacji, m.in. o polskim członkostwie w UE, unii gospodarczej i walutowej, czy systemach podatkowych, m.in.:
- H. Geeroms, P. Karbownik, A banking union for an unfinished Economic and Monetary Union, Martens Center Policy Brief, Bruksela, 2014[10]
- P. Karbownik, Efektywność systemów podatkowych w krajach Unii Europejskiej, [w:] D. Rosati (red.), Europejski model społeczny. Doświadczenia i przyszłość, Polskie Wydawnictwo Ekonomiczne, Warszawa, 2009[11]